# Brzuza (Voivodato de Łódź)
Brzuza [ˈbʐuza] es un pueblo ubicado en el distrito administrativo de Gmina Drzewica, dentro del Distrito de Opoczno, Voivodato de Łódź, en Polonia central. Se encuentra aproximadamente a 8 kilómetros al oeste de Drzewica, a 11 kilómetros al noreste de Opoczno, y a 72 kilómetros al sureste de la capital regional Lodz.